# Quinoa (álbum)
Quinoa es el vigesimosegundo álbum de estudio del grupo alemán de música electrónica Tangerine Dream. Publicado en 1992 por el sello Volt Records destaca por ser un álbum destinado al club de fanes oficial del grupo. En 1998 fue reeditado, con dos canciones adicionales, por el sello TDI.
Jim Brenholts, en su crítica para AllMusic, lo califica como un álbum "con el sonido clásico de Tangerine Dream, con impactantes secuenciadores y atmósferas densas. A los fans del grupo y a los amantes de la música electrónica este disco les gustará mucho."

## Producción
Grabado originalmente en 1992 en Berlín Quinoa originalmente fue un proyecto destinado al club del fanes oficial del grupo. En 1992 se publicó una primera edición de 1.000 copias, que incluía únicamente la canción homónima compuesta por Edgar y Jerome Froese, que se envió como regalo a sus miembros. El remanente se vendió, al precio de 50 marcos alemanes por unidad, durante la gira europea que el grupo dio en 1997 con lo que se convirtió en objeto de coleccionismo.
A lo largo de 1997 el grupo trabajó en la composición de dos nuevas canciones para la reedición del álbum que vio la luz en 1998. Esta versión, con un nuevo diseño artístico y maquetación, incluía «Voxel Ux» y «Lhasa». La primera es una pieza que Jerome Froese compuso para un concurso que activaron en 1996 en su primera página web y cuyo premio era una edición física de la misma. La segunda, compuesta por Edgar Froese, se publicitó como el primer movimiento de un denominado «Ciclo Tibetano» que, junto a otras seis composiciones, serían reunidas en un álbum titulado The Seven Letters From Tibet (2000) retitulándose como «The Blue Pearl».

## Lista de temas
| Edición de 1992 |          |                            |          |  |
| N.º             | Título   | Escritor(es)               | Duración |  |
| 1.              | «Quinoa» | Edgar Froese Jerome Froese | 28:27    |  |
| 28:27           |          |                            |          |  |

| Edición de 1998 |            |                            |          |  |
| N.º             | Título     | Escritor(es)               | Duración |  |
| 1.              | «Voxel Ux» | Jerome Froese              | 12:01    |  |
| 2.              | «Quinoa»   | Edgar Froese Jerome Froese | 28:27    |  |
| 3.              | «Lhasa»    | Edgar Froese               | 9:49     |  |
| 50:17           |            |                            |          |  |

## Personal
- Edgar Froese - composición, interpretación, producción y diseño
- Jerome Froese - composición e interpretación